# Piotr Kubowicz
Piotr Kubowicz (ur. 27 stycznia 1872 w Karśnicach, zm. 12 lipca 1949 w Poznaniu) – malarz i nauczyciel rysunku i malarstwa.

## Życiorys
Malarz realista z tzw. szkoły monachijskiej, portrecista, także autor obrazów o tematyce religijnej. Wykonywał polichromie dworów i kościołów, m.in. w 1912 roku w pałacu w Raszewach, w siedzibie rodowej Czarneckich, wykonał freski należące do cyklu malatur ukazujące wielkopolskie siedziby tego rodu a wśród nich i kościoła w Brzóstkowie – fundacji Antoniego Czarneckiego
Był nauczycielem a później teściem Alfreda Lenicy, dziad Jana Lenicy i Danuty Konwickiej.